# Martinet mecànic

Animació d'un martinet de forja industrial.

Un martinet o martinet mecànic en processos de forja de metalls i algunes altres aplicacions, pot definir-se com una mena de mall mecànic que funciona a partir d'una font d'energia auxiliar. Els tradicionals martinets de farga, accionats per una roda hidràulica, serien un cas particular de martinet.

## Descripció
Un martinet és una mena de martell mecànic, suportat i guiat en una estructura i accionat per alguna mena d'energia. El treball que pot efectuar un martinet és igual a l'energia cinètica del capçal i és directament proporcional a la massa del capçal i al quadrat de la seva velocitat d'impacte. El moviment del capçal és generalment vertical.
Un martinet treballa de forma repetitiva, amb una seqüència de cops dirigida per la persona operadora. En aquesta seqüència cal tenir en compte la velocitat de pujada, la velocitat de baixada, la velocitat d'impacte i el nombre de cops per minut.

### Aplicacions
- Una aplicació típica dels martinets són els treballs de forja. Un martinet permet forjar peces més grans i més ràpidament que un operari humà.
- Una altra aplicació són els martinets clavadors, destinats a clavar pilots en un terreny.

### Martinet de forja
Un martinet consta de les parts següents:
- estructura
- capçal guiat amb moviment alternatiu seguint la vertical
  - el capçal acostuma a tenir una cabota d'impacte desmuntable.
    - hi ha cabotes planes, cabotes mascle, cabotes femella i altres
- enclusa

## Sistemes de funcionament

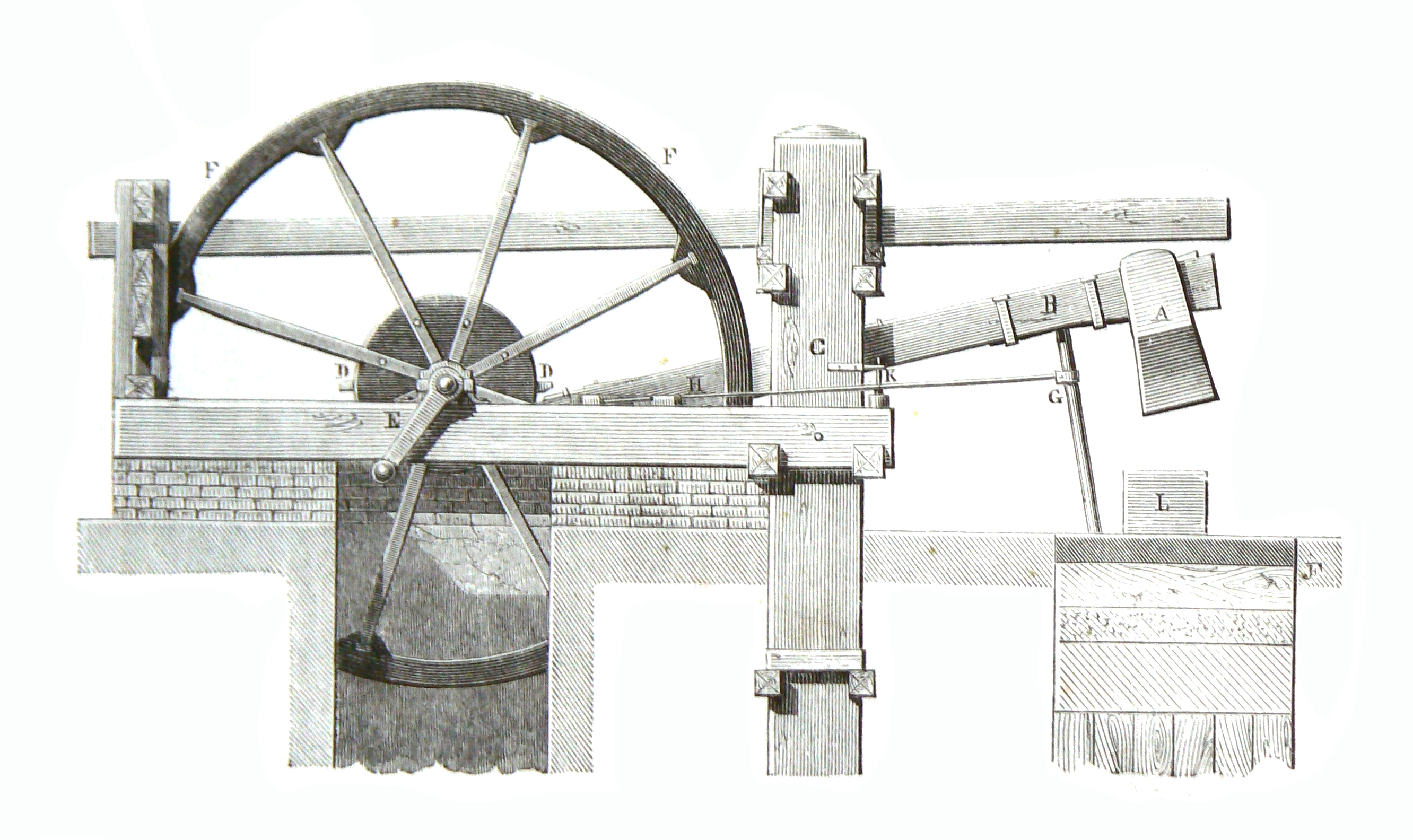
Il·lustració d'un martinet de farga, Curs de mecànica de Delaunay Ch, Edició de 1868

Esquema de funcionament d'un cilindre de doble efecte.

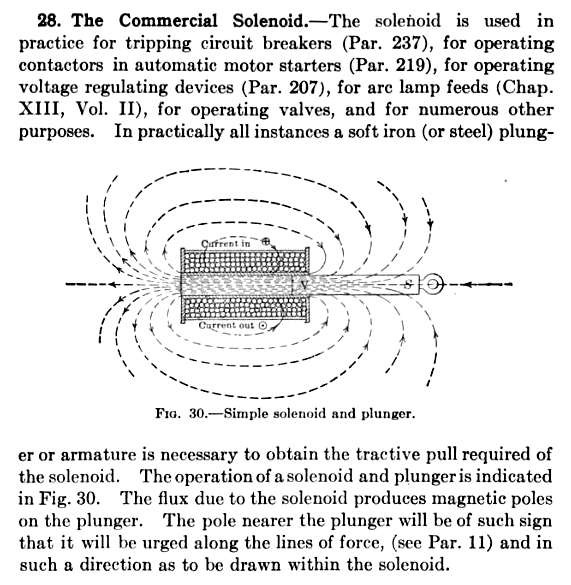
Anunci d'un solenoide en un actuador. Funcionant com una mena de cilindre elèctric.

Els sistemes de funcionament poden classificar-se segons el tipus d'energia emprada. També cal analitzar la cinemàtica de cada màquina: posició de repòs, mecanisme i acció de pujada, mecanisme i acció de baixada, topalls, elements de seguretat i altres aspectes.

### Martinet de roda hidràulica
El martinet de roda hidràulica era el típic de les fargues.
- Una roda hidràulica, aprofitant l'energia d'un petit salt d'aigua artificial, girava i proporcionava una cera potència.
- Calaibre. La roda hidràulica anava connectada a una roda de lleves mitjançant un arbre de transmissió que rebia el nom de calaibre.
- La roda de lleves (anomenada bóta) disposava d'un cert nombre de lleves (generalment quatre o vuit) anomenades palmes.
- El martinet pròpiament dit (una mena de mall molt gros) estava format per un mànec de roure i un mall de l'ordre de 500 kg.
  - El mànec es muntava articulat sobre un eix (la boga), que reposava sobre una estructura adequada, situada entre la bóta i el mall. El braç de palanca entre la boga i la bóta era menor que la distància entre la boga i el mall.
- Situada sota el mall hi havia una enclusa, generalment formada per tres peces: pedra, dema i demet. La pedra estava situada sobre terra, la dema sobre la pedra i el demet sobre la dema. L'escalaborn o la peça a forjar es posava sobre el demet.

Quan la roda de lleves o boga girava, les lleves o palmes impulsaven la part posterior del mànec cap avall. Això feia que el mall anés cap amunt. Quan la lleva "saltava" (deixant de pressionar contra el mànec), el mall queia per l'acció de la gravetat, picant contra el masser o la peça situada sobre l'enclusa.

### Martinet mecànic d'energia cinètica
Un volant d'inèrcia es fa girar. Antigament a partir d'una corretja i un sistema d'embarrats. Modernament amb un motor elèctric. Amb un sistema de palanques i una excèntrica permet accionar el mall amb moviments alternatius.

### Martinet de pressió oleohidràulica
Un cilindre hidràulic de doble acció determina el moviment del mall o capçal. Generalment el moviment del cilindre o pistó és vertical. En la fase de baixada el moviment ha de ser ràpid. En la fase de pujada o retorn la velocitat pot ser menor.
El comandament hidràulic permet dissenyar martinets amb curses i velocitats variables i ajustables.

### Martinet de vapor
El moviment ascendent i descendent el realitza un cilindre de doble acció com en el cas anterior. El fluid motriu és vapor a pressió.

### Martinet d'aire comprimit
El moviment ascendent i descendent el realitza un cilindre de doble acció com en el cas anterior. El fluid motriu és aire a pressió

### Martinet elèctric
Els martinets accionats directament per energia elèctrica poden dissenyar-se a partir d'un motor elèctric o d'una solenoide. En el primer cas, si el motor fa moure un volant d'inèrcia, es tractaria de martinets elèctrics d'acció indirecta. Si el motor actua directament sobre una cremallera (o dispositiu similar), l'acció seria directa.
En el cas d'un actuador del tipus solenoide l'acció també seria directa.